# Jean Löring
Hans „Jean“ Löring (* 16. August 1934 in Köln; † 6. März 2005 ebenda) war ein deutscher Unternehmer und Fußballspieler sowie -funktionär. Bekannt wurde er als Mäzen und langjähriger Präsident des SC Fortuna Köln, der unter seiner Führung in die Bundesliga aufstieg. In den Jahren vor der Einführung der Bundesliga spielte er selbst in der Oberliga für Preußen Dellbrück, SC Viktoria 04 Köln und Alemannia Aachen. Danach war er zeitweise Boxmanager. Als Unternehmer hatte er unter anderem Erfolg im Elektro- und Rohrleitungsbau.

## Werdegang
Hans Löring, der sich selbst Jean Löring nannte und unter diesem Namen bekannt war, wurde von vielen Kölnern auch De Schäng genannt.
Nach der Mittleren Reife lernte er Elektriker und brachte es bis zum Elektrikermeister. Nach seiner Ausbildung war er Vertragsspieler, von Juli 1955 bis Juni 1957 als Verteidiger bei Preußen Dellbrück, von Juli 1957 bis Juni 1961 beim Nachfolgeverein SC Viktoria 04 Köln und von Juli 1961 bis Juni 1962 bei Alemannia Aachen. Danach beendete er zunächst seine aktive Fußballerkarriere wegen einer Hüftgelenksschädigung. Er errichtete nun ein später aus neun Firmen bestehendes Unternehmensimperium, dessen Kern die Hans Löring ELRO Elektro- und Rohrleitungsbau GmbH (1973: 300 Beschäftigte) war. 1966 wurde er Präsident des SC Fortuna Köln, er amtierte bis 2001. In der ersten Phase seiner Präsidentschaft sprang Löring auch noch als Spieler der inzwischen in die Regionalliga West aufgestiegenen Vertragsspielermannschaft ein. Insbesondere in der ersten Regionalligasaison 1967/68 war Löring Stammspieler und kam in 26 Spielen zum Einsatz, bei denen ihm insgesamt ein Tor gelang. Dabei war er etatmäßig als Stopper eingesetzt, im Spiel gegen RW Essen sogar als Ersatztorhüter. 1969/70 folgten weitere 9 und 1970/71 weitere drei Einsätze jeweils ohne Torerfolg, so dass Löring insgesamt 38 Regionalligaspiele für die Fortuna absolvierte. Während seiner Präsidentschaft schaffte die Fortuna von der Bezirksliga aus alle zwei Jahre den Aufstieg in die jeweils nächsthöhere Liga. Zudem war Löring Manager des Kölner Berufsboxers Jupp Elze, der 1968 als deutscher Meister nach einem Kampf um die Europameisterschaft starb.

## Wirtschaftlicher und sportlicher Aufstieg
Am 13. Mai 1973 gelang ihm mit Fortuna Köln der Aufstieg in die Bundesliga. Der Klub stieg jedoch nach nur einem Jahr wieder ab, wobei Löring nach der Trennung von Volker Kottmann und vor der Verpflichtung von Willi Holdorf drei Spiele lang selbst als Trainer fungierte. Mindestens fünf Mal übernahm er während seiner Präsidentschaft den Posten des Trainers oder Interimstrainers.

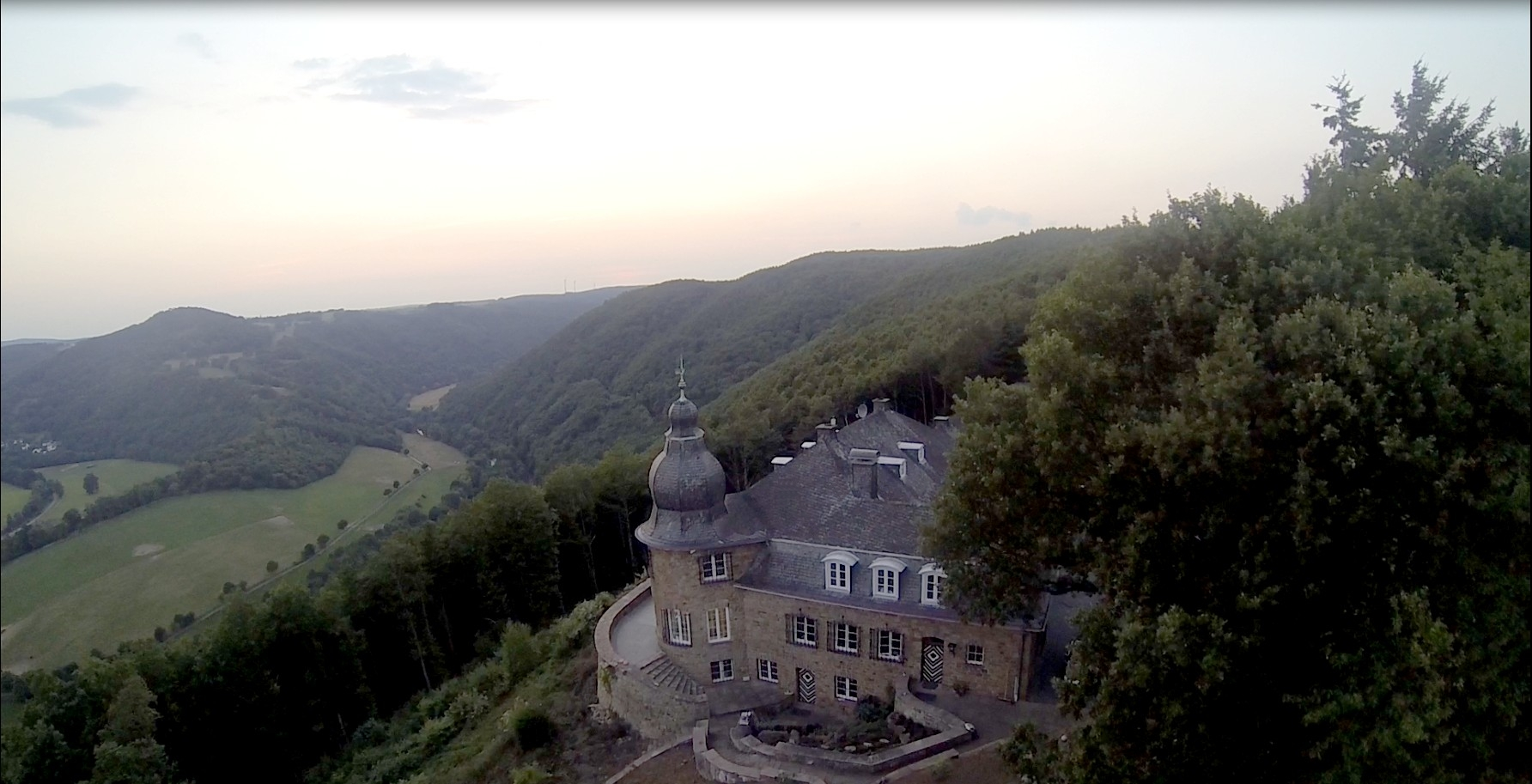
Haus Kickley

Anfang der 1970er Jahre erwarb er von der Dürener Industriellenfamilie Hoesch das schlossähnliche Anwesen Haus Kickley bei Nideggen-Rath (Kreis Düren), welches vom Architekten Paul Darius entworfen wurde. Das Anwesen wurde für repräsentative Zwecke und manch rauschendes Fest bereits anlässlich des Bundesliga-Aufstiegs 1973 genutzt. Auf dem Grundstück lebte teilweise der Gepard „Fortuna“, welchen Jean Löring im Namen des Vereins nach dem erfolgreichen Aufstieg dem Kölner Zoo schenkte. Allein 1973 unterstützte er Fortuna Köln mit rund 2,5 Millionen Mark und führte einige Spieler auf den Lohnlisten seiner Unternehmen. 1975 erwarb er durch Vermittlung seines Freundes und Kölner Finanzmaklers Herbert Ebertz Anteile an der damals maroden Dorint-Hotelkette. 1978 ließ er an der Vorgebirgstraße gegenüber dem Kölner Südstadion – der Spielstätte seines Fußballklubs – eine Tennishalle errichten, in der seine Büros und das Vereinslokal „Bacchus“ untergebracht waren. Zu jener Zeit befand sich das Stadion im Umbau. Nach dem sofortigen Wiederabstieg spielte die Fortuna dann 26 Jahre lang ununterbrochen in der 2. Bundesliga. Die Chance auf den erneuten Aufstieg wurde 1986 in der Relegation gegen Borussia Dortmund (2:0, 1:3, 0:8) vergeben.
Der größte sportliche Erfolg der Fortuna unter seiner Präsidentschaft war der Einzug ins DFB-Pokalendspiel am 11. Juni 1983 gegen den 1. FC Köln, das erste reine Stadtderby in diesem Wettbewerb (Liste der DFB-Pokal-Endspiele) – die Fortuna unterlag dem FC im Müngersdorfer Stadion mit 0:1. Im April 1992 wurde er vom Sportgericht des Deutschen Fußball-Bunds zu einer Geldstrafe in Höhe von 30 000 D-Mark verurteilt, weil er Ende August 1991 nach einem Spiel gegen Bayer Uerdingen einem gegnerischen Spieler gegenüber handgreiflich geworden war. Löring bezeichnete seine Fortuna auch gerne als sein „Vereinche“, sein Engagement als größter Gönner des Vereins soll ihn über die Jahre 15 Millionen Euro gekostet haben. Mit Unterstützung vieler ehrenamtlicher Helfer schuf er in dieser Zeit die größte Jugendabteilung innerhalb des DFB. Der heutigen Fortuna ist es gelungen, diese große Jugendarbeit für Köln zu erhalten und sogar auszubauen.

## Abstieg
Jean Löring überschrieb das Schloss 1996 an seine Frau Katharina „Käthe“ Löring (* 1934), sicherte sich jedoch ein Dauerwohnrecht. Er erlitt 1997 einen Herzinfarkt und zog sich weitgehend aus der Öffentlichkeit zurück. 1998 trennte er sich von seiner Frau und lebte nun mit der Unternehmerin Erika Wirtz zusammen. Sein größtes Unternehmen ELRO kriselte ab Dezember 2000 und hatte im Mai 2001 angeblich Steuerschulden in Höhe von 4,5 Millionen DM. Im Mai 2001 sorgten dann 1,2 Millionen DM Schulden beim Fiskus auch bei Fortuna Köln für eine Krise: Es kam zu einer Pfändung (u. a. eines im Vereinslokal „Bacchus“ stehenden Klaviers aus dem Jahr 1885); auch sein Mehrfamilienhaus in der Severinstraße 3 musste Löring verkaufen.
Unter anderem trainierten die Fortuna die Kölner Fußballidole und Ex-Nationalspieler Bernd Schuster und Toni Schumacher zu Beginn ihrer Trainerkarriere. Für Aufsehen sorgte Löring, als er am 15. Dezember 1999 in der Halbzeitpause des Spiels gegen den SV Waldhof Mannheim beim Stand von 0:2 (Endstand 1:5) Schumacher entließ. Auf die Journalisten-Frage zum außergewöhnlichen Rauswurf soll er geantwortet haben: „Ich als Verein musste reagieren“. Fortunas Schulden stiegen in der Folgezeit weiter auf sieben Millionen DM. Am 1. April 2001 war der Verein nach einem Insolvenzverfahren schließlich schuldenfrei; sein Präsidentenamt gab Löring am 13. Juni 2001 auf.
Löring förderte die Musicalsängerin Yana Kris-Molina (* 1968 in London). Sparkassenmanager Johannes Böhne, der 1962 bei der Sparkasse KölnBonn begonnen hatte, übernahm im Mai 2001 die Funktion des Geschäftsführers bei Fortuna Köln. Das Schloss mit einer Wohnfläche von 608 m² und einem zugehörigen Park von 33.000 m² wurde im Januar 2003 zwangsversteigert; das Amtsgericht Düren hatte den Verkehrswert auf 2,7 Millionen Euro festlegt und die Gläubigerbank BAG Bankaktiengesellschaft aus Hamm erhielt den Zuschlag. Mit dem Zuschlag hatte Löring sein im Grundbuch gesichertes Dauerwohnrecht verloren; das auf 383.000 Euro kapitalisierte Wohnrecht wurde von der Bank im Zuschlag mitersteigert. Die Gläubigerbank war dann im Jahr 2009 bereit, für ein Mindestgebot von 995.000 Euro eine Versteigerung des sechs Jahre leer stehenden Schlosses zuzulassen. Heute befindet es sich nach aufwändiger Restaurierung im Besitz des Kölner Unternehmers Enrico Drechsel. Die zweite Insolvenz der Fortuna folgte im Januar 2003, auch eine dritte war nicht zu vermeiden.

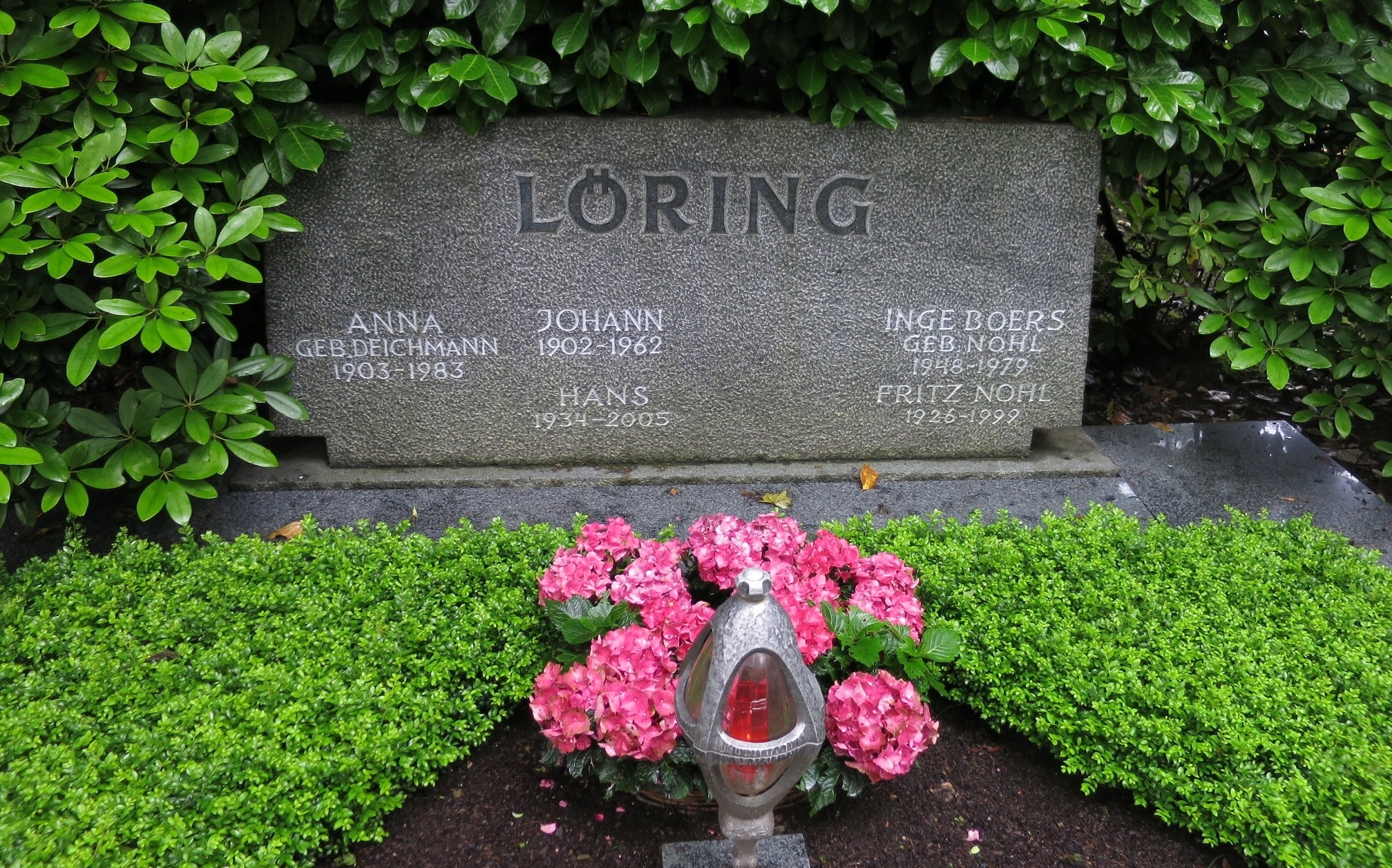
Jean Löring – Familiengrab auf dem Kölner Südfriedhof (Flur 21)

Durch den wirtschaftlichen Misserfolg und seinen schlechten Gesundheitszustand – sein Krebsleiden war bereits 1997 nach einem Herzinfarkt diagnostiziert worden – und nicht zuletzt durch seine Freigiebigkeit gegenüber seinem Verein war Löring in den letzten Jahren seines Lebens fast mittellos geworden. Und dem Verein ging es ohne den langjährigen Mäzen auch nicht mehr gut: Fortuna Köln stürzte bis in die viertklassige Oberliga Nordrhein ab und musste dort in der Saison 2004/2005 den Spielbetrieb aus finanziellen Gründen einstellen, nachdem man in der Hinrunde nur drei Punkte verbuchen konnte. Im Februar 2005 wurde die Mannschaft vom Spielbetrieb abgemeldet, nachdem der Verein kurz zuvor bereits den dritten Insolvenzantrag gestellt hatte.
Der langjährige Fußballpräsident aus der Kölner Südstadt und „letzte Patriarch“ des deutschen Fußballs starb verarmt am 6. März 2005 auf der Palliativstation im Mildred-Scheel-Haus in Köln an Darmkrebs. Er wurde auf dem Südfriedhof in Köln-Zollstock begraben (Flur 21).
Am 5. August 2022 wurde am Fortuna-Klubheim das „Denkmal für Hans „Jean“ Löring, Klaus Ulonska und alle die es mit dem Vereincher gut meinen“, wie der Künstler es ausdrückte, eingeweiht.
Cornel Wachter gibt im Oktober 2022 die Künstleredition "LÖRING", den Waldmeister von FLIMM aus Brühl bei Köln, heraus. Cornel Wachters Sohn Julius Wachter hatte die Idee, als Auflagenhöhe die Zahl 1973, das Aufstiegsjahr des SC Fortuna Köln in die erste Bundesliga, zu wählen. Erstmals wird das Premiumprodukt des Hauses FLIMM umgewidmet, in Verneigung vor den Lebensleistungen des "ewigen Präsidenten" des SC Fortuna Köln Hans "Schäng" Löring, der u. a. mit seinem "Vereincher", wie der Schäng „seinen“ Club in kölschem Dialekt nannte, zeitweise die größte Jugendabteilung im Deutschen Fußball vorhalten konnte. So stimmten Carl Flimm und die Familie FLIMM der Bitte auf einmalige Umetikettierung zu. Der Designer Mathias Langer, Mitglied des Fanclub "Schäng Gäng", hat die Etiketten gestaltet.